# STOP-principe
Het STOP-principe wordt gebruikt bij de inplanning van mobiliteitsbeleid, waarbij de prioriteit eerst naar Stappen, dan Trappen (fiets), vervolgens Openbaar vervoer en dan pas naar Personenwagens gaat. Het principe was leidraad voor o.a. het Vlaamse mobiliteitsbeleid, omdat blijkt dat meer dan de helft van de verplaatsingen op korte afstanden gebeurt, die te voet of met de fiets afgelegd kunnen worden.

## Volgorde
De rangorde van STOP is gebaseerd op de wenselijkheid van elke vorm van mobiliteit. De impact van de vervoersvorm op ruimte (o.a. parkeerruimte) en gezondheid (o.a. beweging versus fijnstof) neemt toe naarmate men naar een volgende vorm overschakelt. Daarenboven neemt ook de CO2-uitstoot gradueel toe, waarbij personenwagens een verhoudingsgewijs sterkere impact hebben op de opwarming van de aarde:
| Vervoersvorm                    | CO2-uitstoot per persoon                     |
| ------------------------------- | -------------------------------------------- |
| Stappen                         | 0 g/km                                       |
| Trappen (fiets)                 | 0 g/km                                       |
| Openbaar vervoer                | 23 g/km (tram) 28 g/km (trein) 85 g/km (bus) |
| Personenwagen (1,4 inzittenden) | 132 g/km                                     |

## Oorsprong
In 2001 lanceerde Carl Decaluwé het STOP-principe als kritiek op het beleid van Steve Stevaert (toenmalig Vlaams minister van Mobiliteit), dat niet voldoende verregaand was. Het STOP-principe is geïnspireerd op de Ladder van Lansink uit het afvalbeheer, waarbij een hiërarchie gegeven wordt aan de verwerkingswijze van afval. De hoogste prioriteit krijgt preventie, gevolgd door recyclage, verbranding en storting.